# Eva (film, 2018)
Ne doit pas être confondu avec Eva (film, 1962).
Pour les articles homonymes, voir Eva.
Pour plus de détails, voir Fiche technique et Distribution.
Eva est un film dramatique romantique belgo-français coécrit et réalisé par Benoît Jacquot, sorti en 2018. Il s’agit de l’adaptation du roman Éva (Eve) de James Hadley Chase (1945), ayant déjà été adapté au cinéma par Joseph Losey sous le titre Eva avec Jeanne Moreau et Stanley Baker (1962).

## Synopsis
Bertrand, gigolo opportuniste et écrivain en vogue après s'être secrètement emparé d'une pièce de théâtre d'un de ses clients, fait par hasard la rencontre d'Eva, une prostituée mystérieuse, dans le chalet familial d'une amie où il tente de trouver l'inspiration pour écrire une nouvelle pièce. Mais Bertrand devient vite obsédé par la vénéneuse Eva...

## Fiche technique
Sauf indication contraire, les informations mentionnées dans cette section peuvent être confirmées par la base de données cinématographiques IMDb,  présente dans la section « Liens externes ».
- Titre original : Eva
- Réalisation : Benoît Jacquot, assisté d'Antoine Santana
- Scénario : Benoît Jacquot et Gilles Taurand, d'après le roman Éva (Eve) de James Hadley Chase (1945)
- Musique : Bruno Coulais
- Décors : Katia Wyszkop
- Costumes : Marielle Robaut
- Photographie : Julien Hirsch
- Montage : Julia Gregory
- Production : Mélita Toscan du Plantier, Marie-Jeanne Pascal et Olivier Père
- Sociétés de production : Macassar Productions ; Arte France Cinéma et EuropaCorp (coproductions)
- Société de distribution : EuropaCorp Distribution (France) ; Belga Films (Belgique)
- Pays de production :  France /  Belgique
- Langue originale : français
- Format : couleur
- Genre : drame romantique
- Durée : 102 minutes
- Dates de sortie :
  - Allemagne : 17 février 2018 (Berlinale)
  - France, Belgique et Suisse romande : 7 mars 2018

## Distribution
- Isabelle Huppert : Eva
- Gaspard Ulliel : Bertrand Valade
- Julia Roy : Caroline
- Richard Berry : Régis Grant

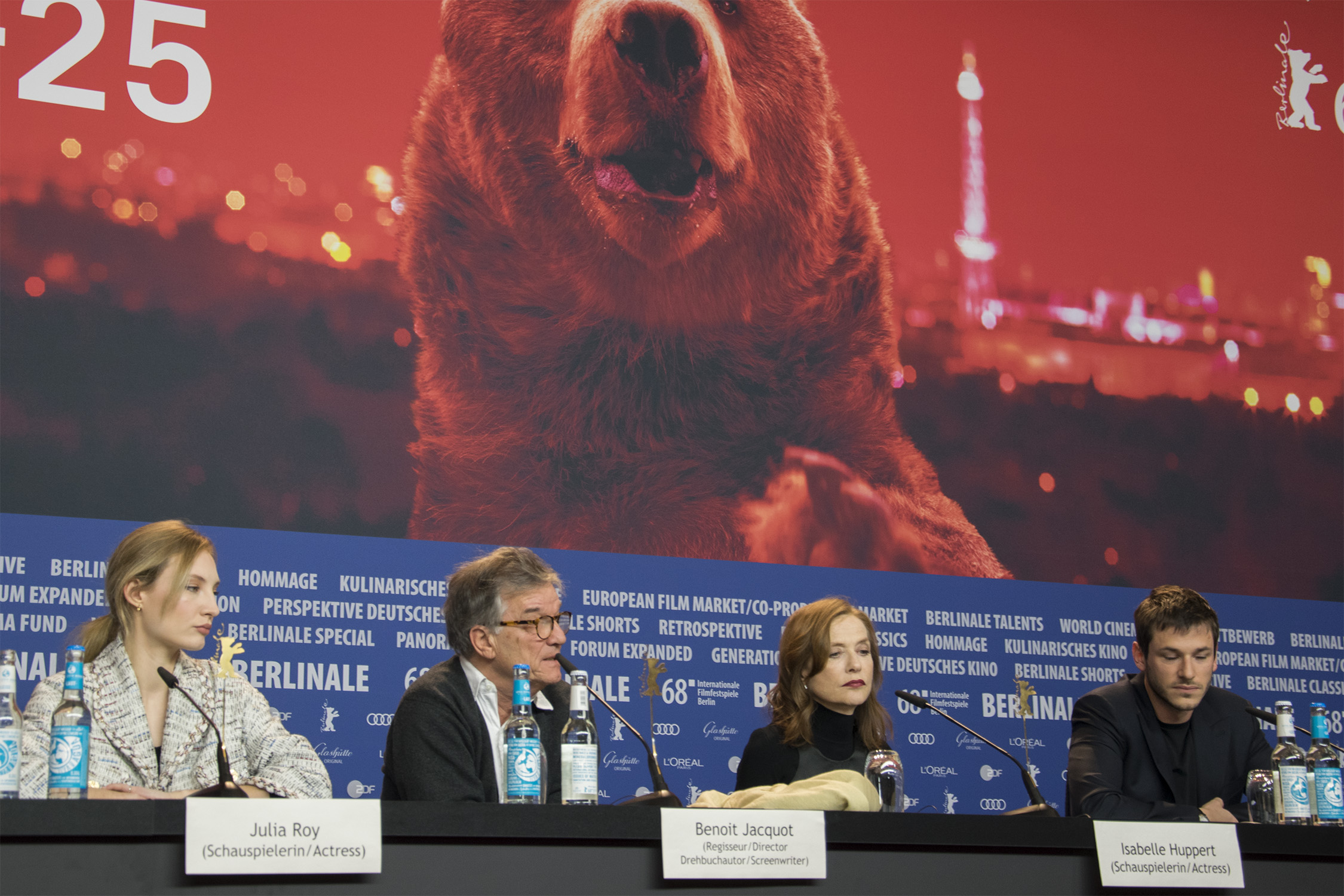
Les acteurs Julia Roy, Isabelle Huppert et Gaspard Ulliel autour du cinéaste Benoit Jacquot pour la première du film à la Berlinale 2018.

- Didier Flamand : le père de Caroline
- Marc Barbé : le mari d'Eva

## Production

### Développement et genèse
Le réalisateur Benoît Jacquot, durant son adolescence, a lu le roman Éva (Eve) de James Hadley Chase : « j'avais 14 ou 15 ans, c'est-à-dire à peu près au moment où je commençais à me dire très sérieusement que je serais cinéaste et pas autre chose. Ce livre en quelque sorte est lié pour moi au désir de faire des films », raconte-il aux journalistes du Journal du cinéma sur Canal+. Il écrit le scénario aux côtés de Gilles Taurand.
Une version est déjà réalisée par Joseph Losey sous le même titre, avec Jeanne Moreau et Stanley Baker, en 1962.
Macassar Productions étant producteur du film, Arte annonce, le 1er décembre 2016, que sa filiale Arte France Cinéma coproduit le film. Le Film français révèle, en février 2017, qu'Eva « sera distribué par Europacorp ».

### Attribution des rôles
En décembre 2016, les médias révèlent qu’Isabelle Huppert et Gaspard Ulliel s’apprêtent à interpréter les rôles d’Eva et de Bertrand Valade. Auparavant, Charlotte Gainsbourg, avait été envisagée pour jouer le rôle-titre,,.

### Tournage
Le tournage commence le 23 janvier 2017 à Paris, avant de se déplacer à Lyon et à Annecy - à l'Impérial Palace - entre 14 et 27 février. Il s’achève le 10 mars 2017.

## Sortie
Eva est présenté en compétition en avant-première mondiale lors de la Berlinale en février 2018, avant sa sortie nationale le 7 mars 2018 en France et en Belgique.